# Superserien för damer
Superserien, (Före detta division 1 2012–2018) är den högsta divisionen i amerikansk fotboll för damer i Sverige. 2019 finns det för första gången två serier med 4 lag i Superserien och 5 lag i Div 1. Ett lag från Danmark har funnits sedan 2018.
Carlstad Crusaders har 7 SM-guld. 
Stockholm Mean Machines har 4 SM-guld. 
Örebro Black Knights har 2 SM-guld.
Arlanda Jets har 4 finaler.

## Historia
Div 1 Dam
År 2012 är lagen Stockholm Mean Machines, Arlanda Jets, Lidingö Saints och Uppsala 86ers, Totalt 4 lag.
2013 ersättas Lidingö Saints  av Västerås Roedeers. Totalt 4 lag.
2014 tillkom även Örebro Black Knights samt Carlstad Crusaders, Totalt 6 lag.
2015 anslöt Göteborg Marvels och 2016 Jönköping Spartans. Totalt 8 lag.
2016 anslöt Kristianstad Predators. 
2018 anslöt Copenhagen Tomahawks från Danmark. (Första året som serien spelas i 2st olika konferenser med 11 lag totalt).
2019 Första året det fanns både en Superserie och Division 1.
2020 Spelar Arlanda Jets, Carlstad Crusaders och Örebro Black Knights i Superserien.
2021 Spelar Carlstad Crusaders, Örebro Black Knights och Jönköping Spartans i Superserien, Carlstad Crusaders vinner sitt 4e raka SM-guld, lika många som Stockholm Mean Machines.
2022 Spelar Carlstad Crusaders, Örebro Black Knights, Göteborg Marvels, Norrköping Panthers, Limhamn Griffins, Stockholm Mean Machines, Västerås Roedeers och Vålerenga Trolls i Superserien, Carlstad Crusaders vinner sitt 5e raka SM-guld,
2023 Spelar Carlstad Crusaders, Göteborg Marvels, Copenhagen Raptors, Norrköping Panthers, Limhamn Griffins, Västerås Roedeers och Vålerenga Trolls i Superserien, Carlstad Crusaders vinner sitt 6e raka SM-guld,
2024 Spelar Carlstad Crusaders, Göteborg Marvels, Copenhagen Raptors, Norrköping Panthers, Limhamn Griffins, AIK, Västerås Roedeers och Vålerenga Trolls i Superserien, Carlstad Crusaders vinner sitt 7e raka SM-guld,

## Segrare genom åren
| År   | Guld                        | Silver                   | Brons                       |
| ---- | --------------------------- | ------------------------ | --------------------------- |
| 2012 | Stockholm Mean Machines     | Arlanda Jets             | Lady Saints                 |
| 2013 | Stockholm Mean Machines (2) | Arlanda Jets (2)         | Uppsala 86ers               |
| 2014 | Stockholm Mean Machines (3) | Arlanda Jets (3)         | Örebro Black Knights        |
| 2015 | Stockholm Mean Machines (4) | Örebro Black Knights     | Arlanda Jets                |
| 2016 | Örebro Black Knights        | Arlanda Jets (4)         | Stockholm Mean Machines     |
| 2017 | Örebro Black Knights (2)    | Stockholm Mean Machines  | Arlanda Jets (2)            |
| 2018 | Carlstad Crusaders          | Örebro Black Knights (2) | Stockholm Mean Machines (2) |
| 2019 | Carlstad Crusaders (2)      | Örebro Black Knights (3) | Arlanda Jets (3)            |
| 2020 | Carlstad Crusaders (3)      | Örebro Black Knights (4) | Arlanda Jets (4)            |
| 2021 | Carlstad Crusaders (4)      | Örebro Black Knights (5) | Jönköping Spartans          |
| 2022 | Carlstad Crusaders (5)      | Örebro Black Knights (6) |                             |
| 2023 | Carlstad Crusaders (6)      | Göteborg Marvels         |                             |
| 2024 | Carlstad Crusaders (7)      | Copenhagen Raptors       |                             |

(Nr) = Antal svenska mästerskap vunna vid tidpunkten.

## SM-guld
| Titlar | Lag                     |
| ------ | ----------------------- |
| 7      | Carlstad Crusaders      |
| 4      | Stockholm Mean Machines |
| 2      | Örebro Black Knights    |

## Spelformat
| Säsong | Antal divisioner |
| ------ | ---------------- |
| 2012   | 1                |
| 2013   | 1                |
| 2014   | 1                |
| 2015   | 1                |
| 2016   | 1                |
| 2017   | 1                |
| 2018   | 1                |
| 2019   | 2                |
| 2020   | 2                |
| 2021   | 2                |
| 2022   | 1                |
| 2023   | 1                |
| 2024   | 1                |